# Соловьёва, Мария Викторовна
Мария Викторовна Соловьёва (род. г. Севастополь) — российская оперная певица, сопрано. Солистка Академии молодых певцов Мариинского театра (с 2006). Заслуженная артистка Республики Северная Осетия — Алания. Лауреат и дипломант международных и всероссийского конкурсов.

## Биография
Родилась в Севастополе.
В 2006 году окончила Донецкую государственную музыкальную академию имени С. С. Прокофьева. Училась в классе профессора Г. Г. Каликина.
С 2006 года является солисткой Академии молодых певцов Мариинского театра. Её педагогами являются Галина Горчакова и Грайр Ханеданьян.
21 сентября 2010 года должен был состояться дебют на оперной сцене ролью Мерседес в спектакле, посвящённом 125-летию постановки оперы «Кармен» на сцене Мариинского театра.
Принимала участие в мастер-классах В. А. Атлантова, М. Ф. Касрашвили, Е. В. Образцовой, М. Й. Пальма, Г. Г. Ханеданьяна, В. М. Черноморцева в рамках Международной летней Академии в Миккели (Финляндия).
В её репертуаре множество опер на сцене Мариинского театра, оперные партии для концертных исполнений, гостевые участия в оперных постановках Северо-Осетинского театра оперы и балета в рамках музыкальных фестивалей «Арт-соло» и «В гостях у Ларисы Гергиевой».
Была первой исполнительницей роли Анны Ахматовой в моно-опере «Анна» Леонида Клиничева.
Выступала с гастролями в Великобритании, Германии, Польше, России, Украине, Финляндии.
Певческий голос — сопрано.

## Работы в театре
| Название спектакля      | Роль              | Театр                                                                                     |
| ----------------------- | ----------------- | ----------------------------------------------------------------------------------------- |
| «Волшебная флейта»      | Вторая дама       | Мариинский театр                                                                          |
| «Шпонька и его тётушка» | Вторая крестьянка | Мариинский театр                                                                          |
| «Русалка»               | Княжна            | Мариинский театр                                                                          |
| «Кармен»                | Мерседес          | Мариинский театр                                                                          |
| «Сказка о Царе Салтане» | Царица Милитриса  | Мариинский театр                                                                          |
| «Снегурочка»            | Купава            | Мариинский театр                                                                          |
| «Огненный ангел»        | Хозяйка гостиницы | Мариинский театр                                                                          |
| «Руслан и Людмила»      | Горислава         | Мариинский театр                                                                          |
| «Укрощение строптивой»  | Катарина          | Мариинский театр (концертное исполнение)                                                  |
| «Маддалена»             | Маддалена         | Мариинский театр (концертное исполнение)                                                  |
| «Григорий Мелехов»      | Наталья           | Мариинский театр (концертное исполнение)                                                  |
| «Орестея»               | Афина Паллада     | Мариинский театр (концертное исполнение)                                                  |
| «Каменный гость»        | Донна Анна        | Неустановленный театр                                                                     |
| «Евгений Онегин»        | Татьяна           | Неустановленный театр                                                                     |
| «Иоланта»               | Иоланта           | Неустановленный театр                                                                     |
| «Царская невеста»       | Домна Сабурова    | Неустановленный театр                                                                     |
| «Алеко»                 | Земфира           | Неустановленный театр                                                                     |
| «Русалка»               | Наташа            | Неустановленный театр                                                                     |
| «Манон Леско»           | Манон             | Неустановленный театр                                                                     |
| «Джанни Скикки»         | Лауретта          | Неустановленный театр                                                                     |
| «Кармен»                | Микаэла           | Неустановленный театр                                                                     |
| «Анна»                  | Анна Ахматова     | Северо-Осетинский театр оперы и балета (в рамках фестиваля «Арт-соло», 2009)              |
| «Агриппина»             | Минерва           | Северо-Осетинский театр оперы и балета (в рамках фестиваля «В гостях у Ларисы Гергиевой») |
| «Федора»                | Федора            | Северо-Осетинский театр оперы и балета (в рамках фестиваля «В гостях у Ларисы Гергиевой») |
| «Трубадур»              | Леонора           | Северо-Осетинский театр оперы и балета (в рамках фестиваля «В гостях у Ларисы Гергиевой») |

## Награды и звания
- 2006 — лауреат III премии Международного конкурса имени Соловьяненко (Донецк)[2].
- 2011 — дипломант VIII Международного конкурса молодых оперных певцов Елены Образцовой (Санкт-Петербург)[2].
- 2012 — лауреат I Всероссийского конкурса молодых вокалистов «Будущее Музыкального театра», посвящённого 110-летию композитора В. Я. Шебалина (Омск)[2].
- 2013 — заслуженная артистка Республики Северная Осетия-Алания[1][2].
- 2015 — дипломант и обладательница специального приза «За артистизм» II Международного конкурса молодых оперных певцов «Опера без границ» (Краснодар)[2][6].

## Критика
Татьяна Плахотина ещё в своей рецензии на мировую премьеру монооперы «Анна» композитора Леонида Клиничева в исполнении Марии Соловьёвой, состоявшуюся в декабре 2011 года на сцене Северо-Осетинского театра оперы и балета в рамках музыкального фестиваля «Арт-соло», отнесла Соловьёву к числу ведущих солисток Мариинского театра. Там же Плахотина отметила широкий диапазон и прекрасную вокальную технику Марии, а также её способность полностью завладевать вниманием зрителя на всём протяжении постановки. По мнению Плахотиной, музыкальность, тонкое чувство стиля и прекрасный драматический талант Соловьёвой позволили ей воплотить задуманный композитором образ, а органичная актёрская игра донесла содержание этого образа зрителю.
Леонид Клиничев, рассказывая в интервью для журнала «Музыкальная жизнь» о своих впечатлениях от Владикавказской постановки монооперы «Анна», отметил, что Мария Соловьёва, в придачу к чудному прекрасному пению, даже в самых трагических сценах вела себя как настоящая профессиональная актриса, умело притягивала к себе внимание зрителей, обладала внутренней уверенностью.
Татьяна Плахотина, рассказывая на страницах журнала «Музыкальная жизнь» о состоявшихся 3 и 4 июня 2012 года в рамках VII международного фестиваля искусств «В гостях у Ларисы Гергиевой» на сцене Северо-Осетинского театра оперы и балета премьерных показах оперно-драматической постановки «Агриппина», отметила, что от волевой, зрелой, сдержанной и отстранённой от всего мирского Минервы в исполнении опытного Владикавказского мастера Фаризы Кацоевой кардинально отличается Минерва в исполнении молодой артистки Мариинского театра Марии Соловьёвой, получившаяся надменно царственной, но, вместе с тем, вполне плотской. Александр Матусевич, рассказавший в «Новой газете» об этой же постановке, но показанной уже в феврале 2015 года в Краснодаре в рамках II фестиваля оперного искусства, отнёс исполненную Марией Соловьёвой вокальную партию Минервы к числу интересно исполненных.
Светлана Рухля, рассказавшая в «Новых Известиях» о состоявшемся в последних месяцах 2015 года на сцене Концертного зала Мариинского театра показе концертной версии комической оперы советского классика Виссариона Шебалина «Укрощение строптивой», отметила, что гибкое упругое сопрано Соловьёвой идеально подошло и для партитуры Шебалина и для выражения стихийной сущности Катрины. Красиво окрашенный голос Соловьёвой по всему диапазону звучит без малейшего напряжения. Созданию образа богато одарённой и глубоко чувствующей, и при всём при этом бесконечно страстной женщины не помешали ни отсутствие мизансцен, ни отсутствие декораций. Впечатление довершали стать, внешняя привлекательность и то яростный, то струящийся нежностью блеск глаз. Уже тогда Рухля пророчила Марии Соловьёвой занятие достойного места в репертуаре Мариинского театра.

## Личная жизнь
По словам Ларисы Гергиевой, в начале марта 2016 года Мария Соловьёва была беременна. Именно это обстоятельство помешало Соловьёвой выступить на сцене петербургской Мариинки-2 с исполнением моно-оперы «Анна», первой исполнительницей которой она являлась.